# Juan de Dios Puga
Juan de Dios Puga y Córdova Figueroa (Concepción, 17 de noviembre de 1761-Curicó, 14 de octubre de 1822) fue un político y militar chileno.
Hijo del maestre de campo José de Puga y Jirón de Montenegro con Petronila Córdova y Figueroa Solar. En 1796 regidor y depositario del cabildo de Concepción. Entre 1808 y 1810 fue subdelegado del partido de Cauquenes. En 1813 se unió a los patriotas como coronel, recibiendo órdenes de reunir milicianos en Quirihue y la propia Cauquenes, logrando convencerlos de retirarse al norte. Tuvo una destacada participación en la sorpresa de Yerbas Buenas, donde fue derrotado. Continuó combatiendo hasta al año siguiente, cuando fue dado como rehén para garantizar el cumplimiento del Tratado de Lircay. En 1817, fue coronel del regimiento de milicia de Concepción. En 1820 fue nombrado teniente de gobernador de Curicó, cargó que sirvió por dos años hasta que enfermó y murió.
Casado en 1785 con Isabel Vidaurre Ugalde (1767-1853) con quien tuvo tres hijos: Josefa (1794-1863), María del Rosario (1796-1858) y Salvador (1797-1860).